# Jimmy Rehak
Jimmy Rehak (født 1962) er producent i underholdnings- og medieindustrien. Han har siden 80'erne været entreprenør i lokal-tv-miljøet, hvor Kanal København er den mest kendte lokal-tv-station. Han har siden 1993 været direktør i produktionsselskabet Mediehuset København, hvis fokusområde er corporate video, branding, web-tv, undervisningsfilm og digitale læremidler til virksomheder, sygehus- og undervisningssektoren. I 2012 starter han i partnerskab med Bent Helvang et nyt broadcast-selskab ToonTV, der i 2013 lancerer Danmarks første tv-kanal på internettet, der teknisk set kombinerer programsat livestreaming, SVOD og VOD. Kanalen opleves som en kombination af en traditionel kanal som DR og Netflix. Kanalens målgruppe er udelukkende børn i alderen 2-8 år.